# Golda Meir
Golda Meir (Meyerson; en hebreo: גולדה מאיר‎), nacida Golda Mabovitch (Kiev, Imperio ruso, 3 de mayo de 1898-Jerusalén, 8 de diciembre de 1978), fue una política, diplomática y estadista israelí, primera ministra de Israel entre 1969 y 1974. Fue la primera mujer en Israel y tercera en el mundo en llegar a tan alto cargo. Su política intransigente y su estilo de liderazgo le valió el apodo de la «Dama de Hierro».
Antes de ser jefa de gobierno fue embajadora del Estado de Israel en la Unión Soviética, ministra de Trabajo, ministra de Interior y ministra de Relaciones Exteriores.
En 1966, fue elegida secretaria general de Mapai y se convirtió en líder de la oposición, así como la primera mujer en dirigir un partido político importante en Israel. Tras la repentina muerte de Levi Eshkol, el partido eligió a Meir, quien asumió el cargo el 17 de marzo de 1969, como su sucesora,
Su mandato estuvo marcado por las luchas internas dentro del gabinete de coalición, con serios desacuerdos y conflictos. Meir dimitió en 1974 y fue reemplazada por  Isaac Rabin.

## Biografía

### Infancia

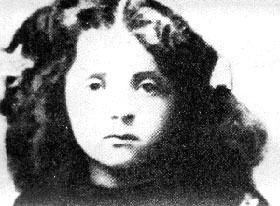
Golda a los 10 años de edad

Golda fue la séptima de los ocho hijos de los Mabovitch, una familia judía tradicionalista —aunque no religiosa— y de condición muy humilde, radicada en Kiev, actual capital de Ucrania y por aquel entonces parte del Imperio ruso. Su niñez supo de penurias y sufrimiento: cinco de sus hermanos mayores murieron de pequeños a causa de la pobreza y las enfermedades. Su familia vivió en carne propia los pogromos antisemitas que asolaron a los judíos europeos a principios del siglo XX. En tanto su padre Moshé, un modesto carpintero, decidió en 1903 emigrar a los Estados Unidos en busca de sustento, dejando atrás a la pequeña Golda de cinco años junto a su madre autoritaria, y a sus hermanas: la pequeña Zipke y su hermana mayor, Sheyna. Golda admiraba a esta última, que se había afiliado a círculos sionistas socialistas clandestinos, castigados duramente por las autoridades del zar. Fue en ese mismo año cuando pogromos especialmente violentos provocaron las protestas de la comunidad judía en Rusia. La pequeña Golda, que contaba con solo cinco años, quiso participar en las protestas, pero la familia no lo permitió.
Con el padre lejos y sumidas en la miseria, las cuatro mujeres se marcharon a Pinsk —hoy Bielorrusia— a la casa de su familia materna en busca de mejor suerte. El hambre era a veces tal, que las pocas migajas alcanzaban a alimentar solo a Tsipke. Golda Meir diría años más tarde: «Siempre sentía demasiado frío por fuera, y demasiado vacío por dentro». Cuando a todo ello se sumó el peligro de que las actividades prohibidas de Sheine amenazaran a la integridad de la familia, decidió la madre, en 1906, reunirse con el padre, y la familia emigró a Milwaukee, Wisconsin.
Aquellos duros primeros años fraguaron el carácter de quien recibiera mucho más tarde el apodo de «la mujer de hierro». «Llevo conmigo el complejo de los pogromos, lo reconozco,» —dijo— «mi recuerdo más remoto es ver a mi padre tapando con tablas las entradas de la casa, ante la inminencia de las hordas enardecidas». Según la propia Meir, «si cabe una explicación al rumbo que tomó mi vida, es seguramente mi deseo y determinación de que nunca más un niño judío tuviera que vivir semejante experiencia».
Durante el tiempo que Moshé estuvo en los Estados Unidos, pudo ahorrar el dinero suficiente para reunir a toda su familia. Blume, la madre de Golda, abrió una tienda de comestibles en el sector norte de Milwaukee, donde la pequeña Golda quedaba al frente con tan solo ocho años cuando su madre salía al mercado a comprar provisiones.

### Juventud y formación

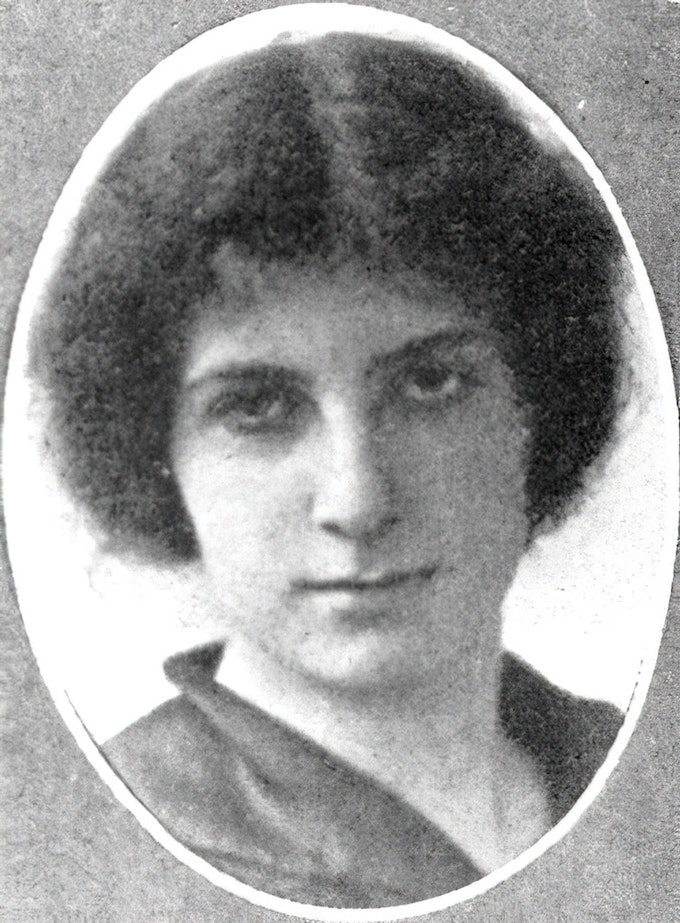
Juventud en Milwaukee, 1914

Desde 1906 hasta 1912 Golda asistió a la escuela Fourth Street School que, en 1979, fue renombrada en su honor como Golda Meir School. A los 14 años empezó a estudiar en la escuela secundaria North Division High School y por las tardes ayudaba a su madre a atender la tienda. Blume, sin embargo, era de la opinión de que su hija ya tenía suficiente educación y, por lo tanto, debía dejar la escuela para casarse con un hombre mayor. Golda no estaba de acuerdo y después de que su madre empezara a buscarle esposo, se escapó de su hogar a los 14 años. Compró un billete de tren para Denver, Colorado, y se fue a vivir con su hermana, casada con Shamai Korngold.
Los Korngold organizaban en su casa tertulias nocturnas, donde Golda asistía a intensos debates sobre sionismo, literatura, sufragio femenino, sindicalismo y otros temas. Golda Meir escribiría en su autobiografía: «Denver fue un verdadero punto de inflexión, porque ahí es donde comenzó mi verdadera educación. En Denver, mi vida se abría ante él de verdad». Fue en esas noches intelectuales donde conoció a Morris Meyerson, un pintor con quien se casaría en 1917.
En Denver, donde vivió menos de un año, estudió y realizó algunos trabajos, pero finalmente regresó a Milwaukee después de haber recibido una carta de su padre, solicitándole que volviera al hogar. Regresó a los estudios en el North Division High School, donde se graduó en 1915. Una vez allí, llegó a ser un miembro activo de la juventud de Poalei Zion, que más tarde se convertiría en Habonim, el movimiento juvenil sionista laborista. Asistió en 1916 y parte de 1917 a la Escuela normal de Wisconsin State College of Milwaukee, actualmente Universidad de Wisconsin-Milwaukee, y tras su graduación impartió clases en las escuelas públicas de Milwaukee.

## Activista sionista

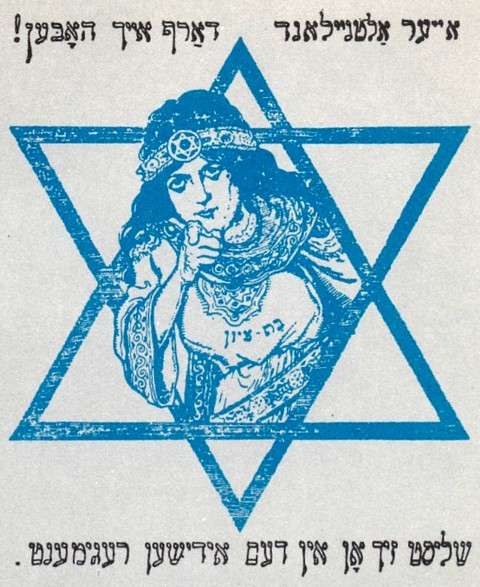
Cartel para el reclutamiento, en el que escrito en Yidis dice: «Tu Antigua Nueva Tierra cuenta contigo! Únete a la Legión Judía!».

Ya de vuelta en Milwaukee, Golda encontró a sus padres más holgados económicamente y viviendo en una casa amplia; más compenetrados con la vida comunitaria judía y habiendo adquirido cierta posición social. Ciertamente, los años consiguieron abrir a los Mabovitch a nuevas ideas: ya no objetaron que su hija estudiara y enseñara. La joven Golda, por primera vez sin necesidades básicas que la agobiaran, pudo abocarse de lleno a lo que le apasionó desde siempre: la docencia y la actividad sionista.
Dentro de este último marco, en 1915 se afilió al movimiento juvenil sionista Po'alei Zion (del hebreo, obreros sionistas); asistió a encuentros con prominentes dirigentes sionistas, como David Ben-Gurión e Yitzjak Ben-Zvi; organizó una manifestación en Milwaukee, como acto de repudio a los pogromos antisemitas de la época en Ucrania y Polonia, en la que fue la principal oradora; y fue elegida representante de su ciudad ante el Congreso Judío Estadounidense. En 1917 Golda respondió a una campaña de reclutamiento de la Legión Judía en los Estados Unidos. Grande fue su decepción cuando fue rechazada porque las jóvenes no eran aceptadas.
Con Morris habían planeado la fecha para la boda, pero la idea original, de solo una ceremonia civil, tuvo que hacer frente a la madre de Golda, que decididamente exigió una ceremonia religiosa. La boda tuvo lugar finalmente el 24 de diciembre de 1917, y establecerse en la Tierra de Israel fue la condición que impuso Golda para contraer matrimonio. Golda había planeado hacer aliyá inmediatamente después de la boda, pero sus planes fueron interrumpidos porque todos los servicios de viajes transatlánticos para pasajeros habían sido cancelados debido al estallido de la Primera Guerra Mundial. Fue entonces cuando dedicó todas sus energías a las actividades del movimiento Poalei Zion
Poco después de su boda, comenzó una campaña de recaudación de fondos para este movimiento, durante la cual viajó por todo Estados Unidos. La pareja se trasladó a Eretz Israel en 1921, ya bajo dominio británico, junto con su hermana Sheyna y su familia. Finalmente sus padres les siguieron los pasos en 1926.

## Aliyá a Eretz Israel

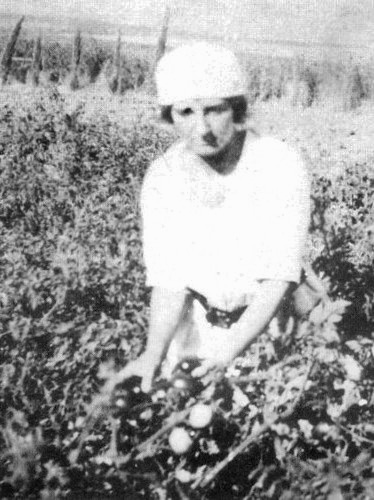
Golda Meir en el kibutz Merhavia.

Recién llegados al Mandato Británico de Palestina, la pareja Meyerson se instaló en un apartamento alquilado en Tel Aviv y, al poco tiempo, pidieron incorporarse como miembros del kibutz Merhavia, en el norte del país. La respuesta negativa del kibutz, que temió que la pareja americana fuera demasiado refinada para las rudas tareas agrícolas, no arredró a Golda, quien no cejó en sus intentos hasta que fueron aceptados.
Golda disfrutó de aquellos cuatro años en el kibutz, en los que trabajaron duro, plantando árboles, recolectando almendras, criando pollos y trabajando en la cocina, lo cual estaba lejos de sus aspiraciones de dedicarse a la enseñanza del inglés. No así su esposo Morris, quien pronto se hartó de la vida comunal, las privaciones y las enfermedades. Aquella época fue el comienzo de la desarmonía conyugal; Morris se negó terminantemente a tener hijos en tanto no dejaran la comuna. Reconociendo sus capacidades de liderazgo, el kibutz la eligió como su representante en la Histadrut, el sindicato de los trabajadores.
Finalmente Morris ganó por cansancio, mudándose ambos nuevamente a Tel Aviv, y luego a Jerusalén, donde recibieron sendos puestos de trabajo en la constructora Solel Boné, una de las empresas de la organización sindical Histadrut. Allí, Golda Meyerson dio a luz a sus dos hijos: Menájem (1924) y Sara (1926). Su estancia en Jerusalén supuso para ella el reencuentro con una vieja conocida: la pobreza. Golda rememoró en su autobiografía esa época de estrechez, en la que lavaba la ropa sucia de todos los niños del jardín de infantes al que enviaba a su hijo mayor, por no tener cómo pagar la mensualidad, como «la más miserable de toda mi vida».

## Actividad en la Histadrut
El gran cambio en la vida de Golda Meyerson llegaría durante 1928, cuando le fue ofrecido ocupar el cargo de directora de Moetzet HaPoalot (Consejo de mujeres trabajadoras), la rama femenina de la Histadrut. Al aceptar el puesto, que implicaba numerosos viajes, Golda reconocía también la irreversibilidad de la ruptura conyugal. Se trasladó con sus hijos a un pequeño apartamento en Tel Aviv, en el que la madre durmió por largo tiempo en el sofá de la sala de estar. En tanto que el padre se quedó en Jerusalén, venía de visita los fines de semana. Poco a poco Morris y Golda se fueron distanciando, pero nunca se divorciaron formalmente; él moriría en 1951 de un ataque al corazón.
Entre 1932 y 1934, Meyerson fue enviada a los Estados Unidos para recaudar fondos para la causa sionista, estancia que aprovechó para tratar a su hija Sara de la grave insuficiencia renal que sufría. Al regresar al país, entró en el Comité Ejecutivo del poderoso e influyente gremio sindical Histadrut, cargo que ocupó ininterrumpidamente hasta la creación del Estado de Israel en 1948, junto a figuras de la talla de David Ben-Gurión, Moshé Sharet y Berl Katzenelson, fue elegida posteriormente delegada del Mapai (precursor del Partido Laborista). Esta designación fue importante para la formación de su futuro rol en el liderazgo de la política israelí.
Su historia personal, marcada a menudo por la zozobra y la precariedad, motivó que su quehacer público hiciese hincapié en dos cuestiones principales: los derechos del trabajador —y más aún, de la trabajadora— y el auxilio a los refugiados. En 1938, como «observadora judía de Palestina» asistió a la Conferencia de Evian, convocada por el presidente de los Estados Unidos Franklin Delano Roosevelt y llevada a cabo en Francia, que buscaba ayudar a los refugiados judíos que eran víctimas de las políticas discriminatorias antisemitas del régimen nazi en Alemania y Austria, y que eclosionó en la Noche de los cristales rotos. Golda se enfureció con la hipocresía de los 32 países occidentales invitados, que llenaron sus bocas de simpatía por los perseguidos, al tiempo que se excusaban de por qué sus países no podían ofrecerles refugio. La única excepción fue la República Dominicana, que se comprometió a aceptar 100 000 refugiados con generosas condiciones. De modo similar y por motivos humanitarios, condujo la lucha en contra de las fuertes restricciones a la inmigración judía, impuestas por el Mandato inglés mediante el Libro Blanco de 1939, en vísperas de la Segunda Guerra Mundial. Golda quedó muy decepcionada por el resultado de la conferencia y comentó a la prensa: «Solo hay una cosa que espero ver antes de morir, y es que mi pueblo no necesite de manifestaciones de compasión nunca más».
Acerca de Ernest Bevin, a la sazón ministro británico de Exteriores y acérrimo opositor a la apertura de las puertas del Mandato a los refugiados de Europa, y de su gobierno, dijo Golda Meir al cabo de los años: «No sé si este hombre era demente, o solo antisemita, o ambas cosas. Los responsables de la política inglesa nunca podrán perdonarnos el habernos convertido en nación sin su expreso consentimiento. No entendieron que el problema de los judíos de Europa no fue creado con el único propósito de hacer quedar mal al gobierno británico». Cuando, al concluir la guerra, se declaró en huelga de hambre para protestar contra los centros de detención británicos destinados a los sobrevivientes del Holocausto, sintetizó así su pensamiento: «El sionismo no tiene sentido, sino para rescatar a los judíos». Y agregó: «Tenemos la barriga llena contra los ingleses. Pero nuestra principal acusación, es que su Libro Blanco nos convirtió en impotentes, mientras podríamos haber salvado cientos de miles; o aunque más no fuera, decenas de miles; o incluso, ¡un solo judío!».

## Camino del Estado hebreo
Acabada la Segunda Guerra Mundial se agudizó la tensión entre el movimiento sionista, que exigía la independencia, y las autoridades británicas, a las que la situación en Palestina se les iba de las manos. Intentando dominar la situación, los ingleses llevaron a cabo el sábado 29 de junio de 1946, una vasta operación de allanamientos y arrestos, que incluyó a buena parte de la cúpula judía del Yishuv (conocida como el «Sábado Negro»). Ante el repentino vacío de poder, Golda Meyerson se convirtió, entre gallos y medianoche, en jefa del Departamento de Estado del comité central de la Agencia Judía, la Sojnut; o lo que es lo mismo: en la mano derecha de David Ben-Gurión —que se libró de la cárcel por encontrarse en Europa—, y virtual canciller del «Estado en camino», en lugar de Moshé Sharet, preso en los calabozos ingleses. Aun luego de la liberación de este último, Meyerson conservaría el lugar de influencia que ganó en dicha coyuntura.
En breve, se le encargó —merced a su inglés casi de cuna, cuyo inconfundible acento no perdería hasta su último día— ser principal negociadora con las autoridades inglesas, acerca del Plan de partición de Palestina. Paralelamente, se mantuvo en estrecho contacto con los principales grupos de resistencia judía armada (la «Haganá» y el «Étzel»). Luego de la histórica decisión de las Naciones Unidas del 29 de noviembre de 1947, por la que se creaba un estado judío y otro árabe, y frente al rechazo total de los países árabes al plan, la cúpula sionista comprendió que la guerra era inevitable, y enviaron a Meyerson a recaudar donaciones de la comunidad judía norteamericana, para financiar la compra de armamento.
En enero de 1948, el tesorero de la Agencia Judía estaba convencido de que Israel no sería capaz de recaudar más de 7-8 millones de dólares de la comunidad judía estadounidense. Golda, a secas, como ya se le conocía, volvió con un monto de 50 millones de dólares en su bolsillo, que serían utilizados para comprar armas en Europa para el naciente Estado. Ben-Gurion describió el papel de Meir como «la mujer judía que consiguió el dinero que hizo posible la creación del Estado que pasaría un día a los libros de historia».
Cuatro días antes de la creación oficial del Estado, partió en delicadísima misión: de incógnito y disfrazada de mujer árabe, cruzó las líneas enemigas, para entrevistarse en Amán, el 12 de mayo de 1948, con el rey Abdullah I de Transjordania, para instarle se abstenga de intervenir en la inminente contienda. El rey se mostró evasivo, y Golda Meyerson comprendió que la suerte ya estaba echada. Abdullah le pidió que tuviera paciencia, y que no se apresuraran a declarar la independencia. A lo que Golda le respondió: «Majestad, nuestro pueblo ha estado esperando por 2000 años. ¿Podría usted llamar a eso 'prisa'?».

## El Estado de Israel

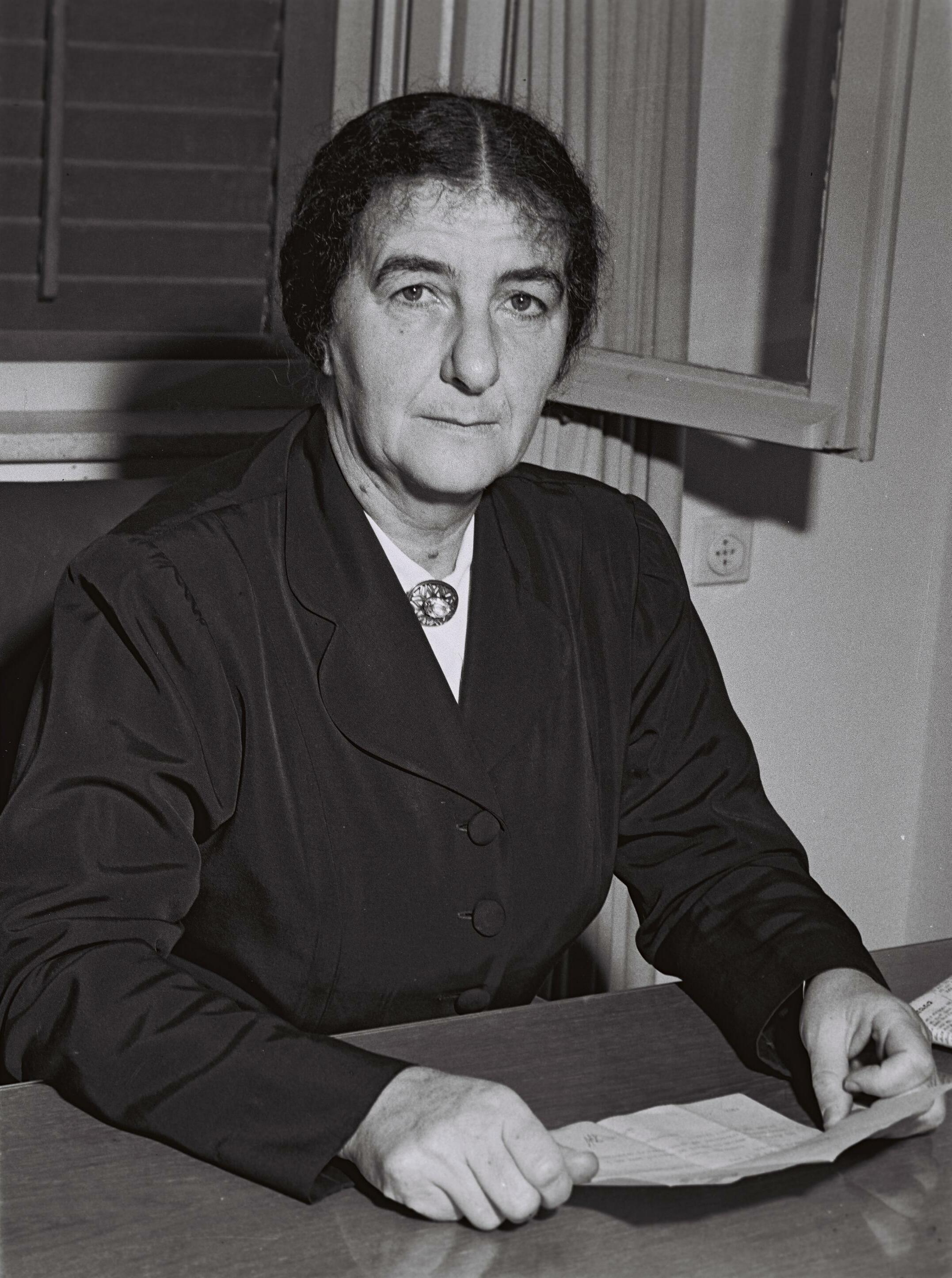
Golda Meir en 1949.

Finalmente, y dos días más tarde, el 14 de mayo de 1948, (el día 5 de Iyar de 5708 en el calendario hebreo), leyó David Ben-Gurión en Tel Aviv el acta de declaración de independencia del Estado de Israel; en tanto Golda Meyerson fue una de sus 25 firmantes, con lágrimas en sus ojos. Más tarde recordaría: «Después de firmar, lloré. Cuando yo estudiaba la historia de los Estados Unidos y leía sobre los que firmaron la declaración de independencia, no podía imaginar que se trataba de gente real haciendo algo real. Y allí estaba yo, sentada y firmando una declaración de independencia.»
Israel fue atacado al día siguiente por una coalición de ejércitos: Egipto, Siria, Líbano, Transjordania e Irak, juntamente con las fuerzas expedicionarias de otros países árabes y los movimientos guerrilleros árabes, lo que desembocaría en la Guerra de independencia de Israel. Durante la contienda, Israel detuvo la agresión coordinada árabe, lanzó luego una serie de ofensivas militares y amplió sus posesiones territoriales.

### Embajadora en Moscú

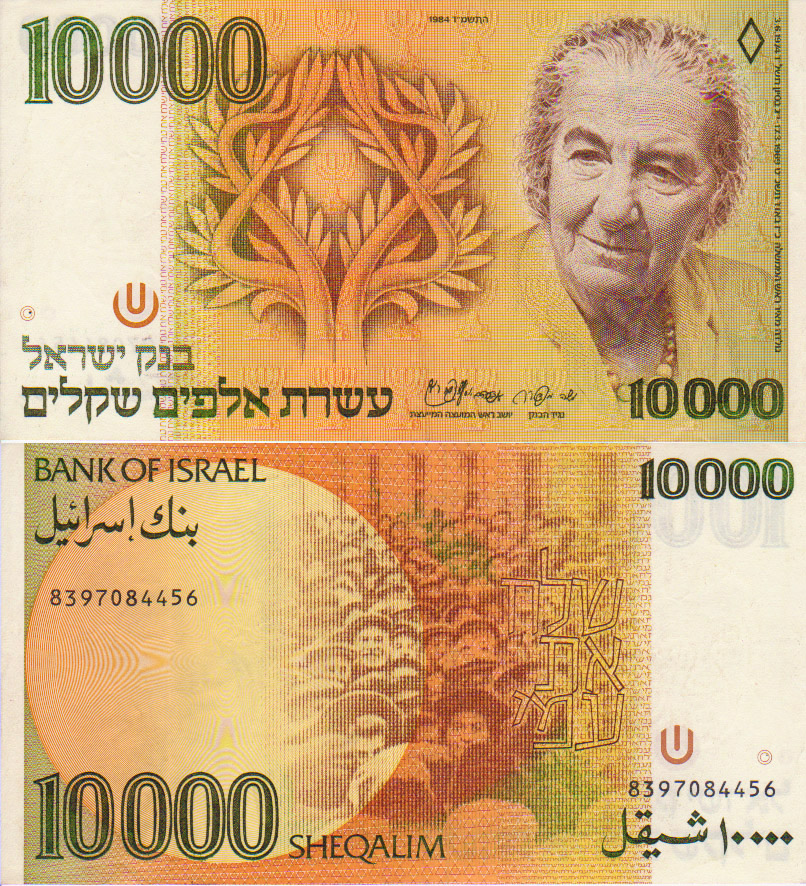
Billete de 10 000 séqueles emitido por el Banco de Israel en 1984. En él está el retrato de Golda Meir al frente, y en el reverso la multitud de judíos de Rusia dando la bienvenida al primer Embajador de Israel en la Unión Soviética. Contiene la inscripción «Shalah et ami» («Deja ir a mi pueblo» Éxodo 9:1)

De inmediato y sin pausa, salió nuevamente de colectas a los Estados Unidos; y allí mismo le fue comunicado acerca de su nombramiento como primera embajadora de Israel ante la Unión Soviética, función que cumplió entre el 2 de septiembre de 1948 y marzo de 1949. En ese momento, las buenas relaciones con la Unión Soviética eran importantes para la capacidad de Israel de proveerse de armamento desde los países de Europa Oriental para la contienda que acompañó a su independencia; mientras que Stalin y el ministro de Relaciones Exteriores de la Unión Soviética, Viacheslav Mólotov, buscaban cultivar una fuerte relación con Israel, como medio para promover la posición soviética en Medio Oriente.
El recibimiento que ofreció la comunidad hebrea rusa a la diplomática del flamante Estado fue apoteósico: decenas de miles de judíos moscovitas se acercaron a Meyerson, en ocasión de su visita a la Sinagoga Coral de Moscú para asistir a los servicios de Rosh Hashaná y de Yom Kippur, llevándola en andas junto al libro de la Torá y vitoreando su nombre. La pasión popular no llegó a confundirla: «Si en aquellos días hubiesen enviado a Moscú un palo de escoba» —dijo— «diciendo que iba en representación de Israel, hubiese tenido el mismo recibimiento». En noviembre de 1948, en la recepción ofrecida en el Kremlin al cuerpo diplomático con motivo del 31.er aniversario de la Revolución de Octubre, la esposa del ministro de exteriores Mólotov, Polina Zhemchúzhina, saludó a Golda Meir en yidis. A los pocos meses Zhemchúzhina fue detenida y luego condenada a cinco años de trabajos forzados en el Gulag por el NKVD acusada de mantener «relaciones criminales con nacionalistas hebreos», y su marido fue destituido del cargo que ocupaba.
Alcanzó a cumplir poco menos de un año como embajadora, intentó que las autoridades estalinistas suavizaran el trato a la comunidad judía, y que eliminaran las trabas a la aliyá a Israel, sin mucho éxito. Las relaciones soviético-israelíes se vieron complicadas por la política soviética en contra de las instituciones religiosas y los movimientos nacionalistas, se cerraron instituciones religiosas judías y se prohibió el estudio del hebreo.

### Carrera ministerial

#### Ministra de Trabajo

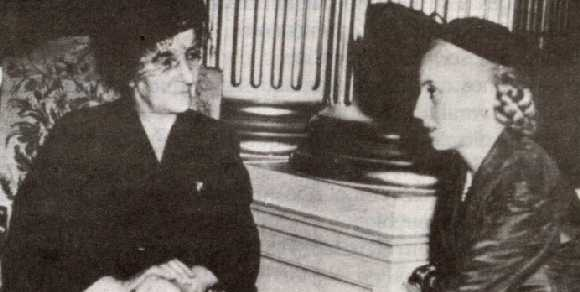
Golda Meir en Argentina, entrevistándose con Eva Perón (9 de abril de 1951).

En 1949 resultó elegida diputada por su partido, el Mapai, a la primera legislatura de la Knéset —cargo que desempeñó de forma continua hasta 1974— y Ben-Gurión la mandó a llamar, para nombrarla ministra de Trabajo y Seguridad Social, cargo que ocupó hasta 1956, realizando grandes proyectos como la construcción de carreteras y viviendas. También apoyó la política de inmigración sin restricciones.
A pesar de su experiencia y su compromiso político demostrado a ese efecto en sus años de kibutznik, Golda Meir tuvo que superar la hostilidad de los laboristas, ya que muchos consideraban riesgoso tener a una mujer al frente del Ministerio de Trabajo. Pese a las críticas, Meir estaba profundamente comprometida con la solución de problemas de la seguridad social que abordaron los nuevos pobladores, especialmente en lo que respecta a la asignación de viviendas y puestos de trabajo.
Al año siguiente, Morris Meyerson murió de un ataque al corazón. Aunque habían vivido separados durante años, Meir no dejó de ir a Tel Aviv para asistir al funeral de su marido.

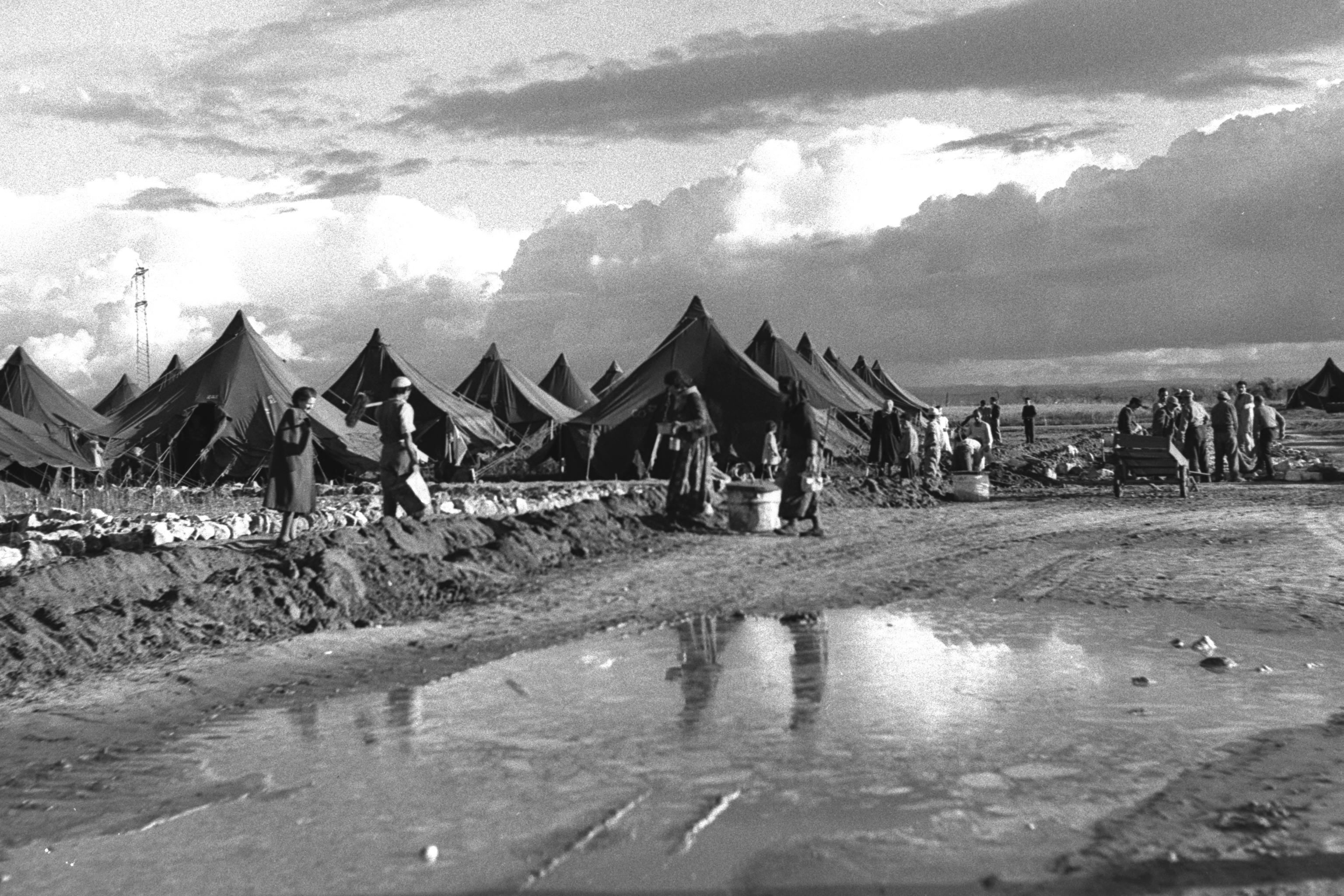
Campamento de refugiados judíos en Pardes Hanna (1 de diciembre de 1950).

El primer ministro Ben Gurion le encomendó la tarea de obtención de fondos para la construcción de unidades de alojamiento para la oleada de inmigrantes que llegaban huyendo o eran expulsados de los países árabes. Partió a los Estados Unidos y frente a la comunidad judía norteamericana dijo:

Fui a (...) al parlamento y presenté un proyecto de construcción de 30 000 unidades a finales de este año. El parlamento lo aprobó y el país se llenó de alegría. Pero, de hecho, surgió un imprevisto: propuse un proyecto para el cual no tenía dinero. (...) Es una cosa terrible el falsificar la firma en un cheque, pero lo hice. Le prometí al pueblo en sus casas y a la gente en los campamentos que el gobierno construirá 30 000 unidades, y ya hemos empezado con el poco dinero que tenemos. Pero no lo hay suficiente (...) y depende de ustedes para dejar a estas personas en los campamentos y les enviamos paquetes con alimentos, o los empleamos y les restauramos su dignidad y autoestima.
Golda Meir en un discurso ante la comunidad judía norteamericana

Fue así que ella diseñó lo que se conoce como el «Plan Meyerson», lo que permitió la construcción de más de 30 000 unidades de vivienda de una sola habitación. También supervisó la construcción de unos 200 000 apartamentos para las familias que habían inmigrado recientemente a Israel. En relación con la oleada de refugiados judíos que llegaban, Golda señaló que en Israel, «son tratados como seres humanos y que el Estado ha hecho todo lo posible para proporcionarles una vivienda digna y trabajo.» Por el contrario, en los países árabes, los refugiados árabes son mantenidos en campamentos de refugiados y «se les dio poca o ninguna ayuda para integrarse a la sociedad.»
En 1955, por instrucciones de Ben Gurion, se postuló para el cargo de alcaldesa de Tel Aviv, perdiendo por solo dos votos del bloque religioso, que negó su apoyo sobre la base de que ella era mujer. En sus siete años en el cargo, a las órdenes de dos primeros ministros, demostró una gran eficacia en la construcción del estado de bienestar israelí y en la integración laboral y social de las masas de inmigrantes que afluían al país; dejando un sello indeleble hasta el día de hoy en la legislación laboral de avanzada que propició.

#### Ministra de Exteriores

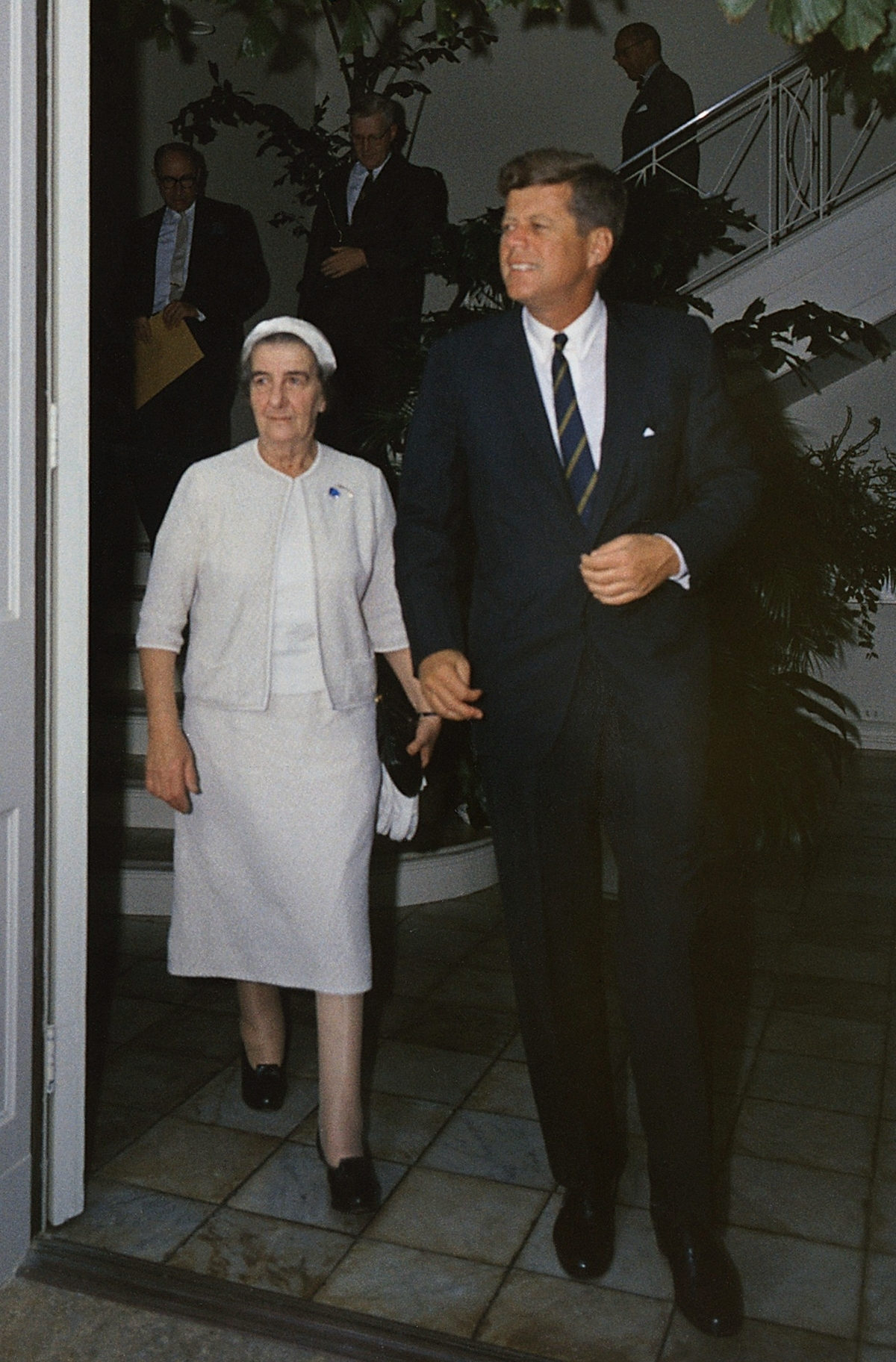
Golda Meir, durante una visita a los Estados Unidos con John Fitzgerald Kennedy, diciembre de 1962

Con la renuncia de Moshé Sharet al cargo, pasó a ocupar la cartera de Asuntos Exteriores (1956-1966) bajo el primer ministro David Ben-Gurion. Su predecesor, había pedido a todos los miembros del servicio exterior hebraizar sus apellidos. Tras su nombramiento, se acortó «Meyerson» para «Meir», que significa «iluminado» un cambio que Golda Meir fue renuente a realizar, y decidió mantener el nombre lo más cercano posible al de su difunto marido, Meyerson.
Como segundo canciller del país, desplegó una intensa actividad para el fortalecimiento de las relaciones con los Estados Unidos; para el establecimiento de numerosas relaciones bilaterales con los países de América Latina y para lograr el reconocimiento y el apoyo a Israel por parte de los nuevos países independientes que surgían de la descolonización africana. Para ello, Meir promovió los vínculos con los estados de reciente creación en el continente negro en un esfuerzo por ganar aliados en la comunidad internacional. En este sentido, creía que Israel tenía experiencia en la construcción de una nación que podría ser modelo para los africanos.
En su autobiografía, ella escribió: «Al igual que ellos, nos hemos librado de la dominación extranjera; al igual que ellos, tuvimos que aprender cómo recuperar la tierra, la forma de aumentar los rendimientos de los cultivos, la forma de regar, cómo criar a las aves de corral, de cómo vivir juntos, y de cómo defendernos». Israel podría ser un modelo a seguir porque «se había visto obligado a encontrar soluciones a los tipos de problemas que los estados grandes, ricos y poderosos nunca se habían enfrentado».
En septiembre de 1956, dos meses después de su nombramiento, el presidente egipcio Gamal Abdel Nasser nacionalizó el canal de Suez. La delegación de Golda Meir guio a Israel en conversaciones secretas con Francia. El objetivo de estas negociaciones era el de un posible ataque israelí contra Nasser con el apoyo de Francia y la compra de armas a este país. Las posteriores negociaciones entre Israel y el futuro acuerdo anglo-francés para el ataque, desembocaron en lo que más tarde sería conocido como la Guerra del Sinaí.
En diciembre de ese mismo año fue a los Estados Unidos. En la Asamblea General de las Naciones Unidas, en Nueva York, defendió a Israel, la Guerra del Sinaí y la presencia israelí en la península del Sinaí, que Israel capturó en la guerra. En un emotivo discurso y con indignación, dijo:

Israel entró al desierto o a las escarpadas y rocosas laderas para establecer nuevas aldeas, construir caminos, casas, escuelas y hospitales; mientras que los terroristas árabes, procedentes de Egipto y de Jordania, fueron enviados a matar y destruir. Los israelíes cavamos pozos, embelleciendo con agua largas distancias; Egipto envió a los fedayines para destruir los acueductos. Los judíos de Yemen trajeron a los niños enfermos, desnutridos, con la pobre esperanza de que dos de cada cinco morirían; hemos reducido este número a un niño de cada veinticinco. Mientras que Israel alimentó a estos niños y trató sus enfermedades, los fedayines fueron enviados a lanzar bombas sobre los niños en las sinagogas y granadas en la guarderías
Golda Meir en un discurso frente a la Asamblea General de las Naciones Unidas, 5 de diciembre de 1956

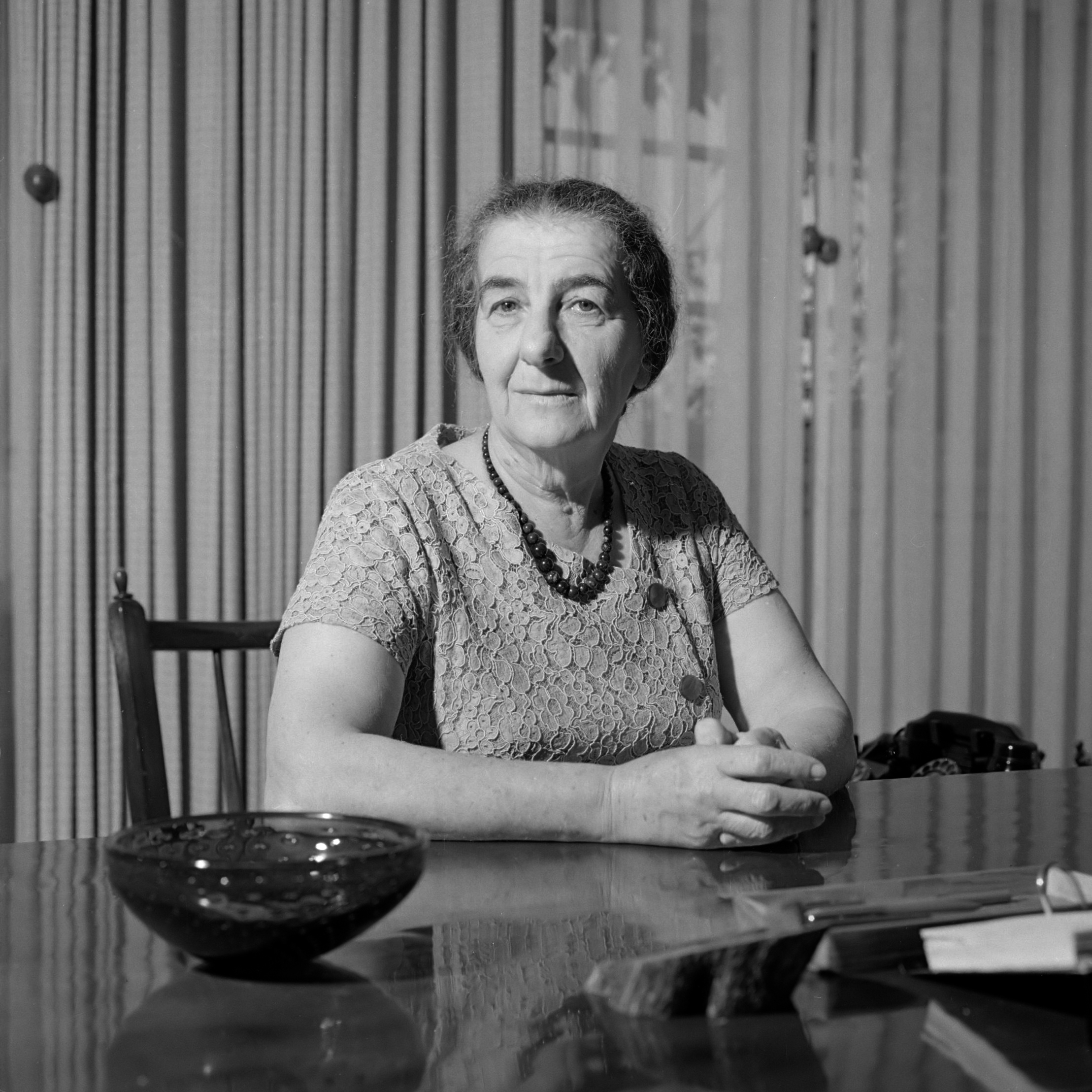
Foto de la ministra en 1964.

En octubre de 1957, resultó levemente herida en el pie al salir de una sesión de gabinete. El ataque fue llevado a cabo por un joven que fue descrito como «desequilibrado mental». David Ben-Gurion y Moshe Carmel también resultaron heridos. Al año siguiente, poco después de la muerte del papa Pío XII, en su función como diplomática, Golda presentó condolencias ante la Santa Sede en nombre del pueblo judío, a pesar de que la actuación del pontífice durante la Segunda Guerra Mundial sigue siendo controvertida hasta nuestros días.
Sus graves problemas de salud, estuvieron a punto de hacerle anunciar por dos veces, en 1965 y 1968, su retirada de la vida política; pero terminó retractándose a instancias de sus compañeros, para evitar que las rivalidades personales entre los líderes socialistas acabaran con la unidad del partido. En 1965 se enfrentó duramente a Ben-Gurión, que abandonó el partido Laborista, quedando Meir como secretaria general del partido. Luego, participó activamente en la reunificación de todas las fuerzas socialistas parlamentarias, en el Partido Laborista Unificado.
El linfoma que le fue detectado la atacó entonces, pero se ocultó a la vista del público, y comenzó a recibir tratamiento de quimioterapia secretamente. En enero de 1966 dejó el Ministerio de Relaciones Exteriores a causa del agotamiento y la enfermedad y fue reemplazada por Abba Eban para la función, continuando con sus obligaciones en la Knéset.

## Primera ministra de Israel

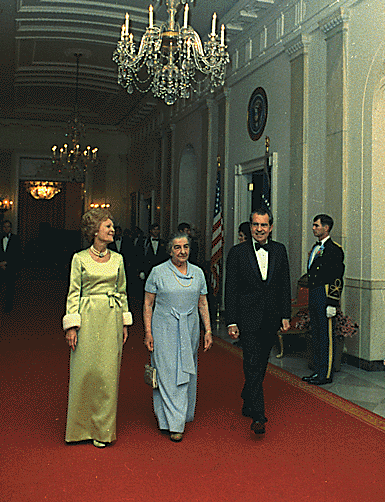
Golda Meir con el presidente Richard Nixon y su esposa Pat Nixon, 1973.

La súbita muerte del primer ministro Levi Eshkol en febrero de 1969, encontró a Golda Meir alejada del gobierno a causa de su dolencia, pero aún miembro de la Knéset. De entre varios candidatos laboristas que se postularon para sucederle, Meir fue sorprendentemente elegida para el cargo como candidato de compromiso. Al poco tiempo se celebraron las elecciones generales para la sexta legislatura de la Knéset, de las que salió respaldada por una holgada representación parlamentaria (56 de 120 escaños). Aun así, prefirió proseguir con el gobierno de coalición nacional, vigente desde la Guerra de los Seis Días, para lo que sumó a su gobierno a Menájem Beguin y a su agrupación de derechas. En su primer discurso ante la Knéset el día de asunción al cargo dijo:

Estamos dispuestos a hablar de paz con nuestros vecinos en cualquier momento y sobre todos los aspectos.
Golda Meir, primera ministra de Israel. 17 de marzo de 1969.

La respuesta llegó desde Egipto tres días después: 

No hay voz que supere los sonidos de la guerra, y no debe haber una voz así, ni tampoco hay un llamamiento más sagrado que el llamamiento a la guerra.
Gamal Abdel Nasser, presidente de Egipto. 20 de mayo de 1969.

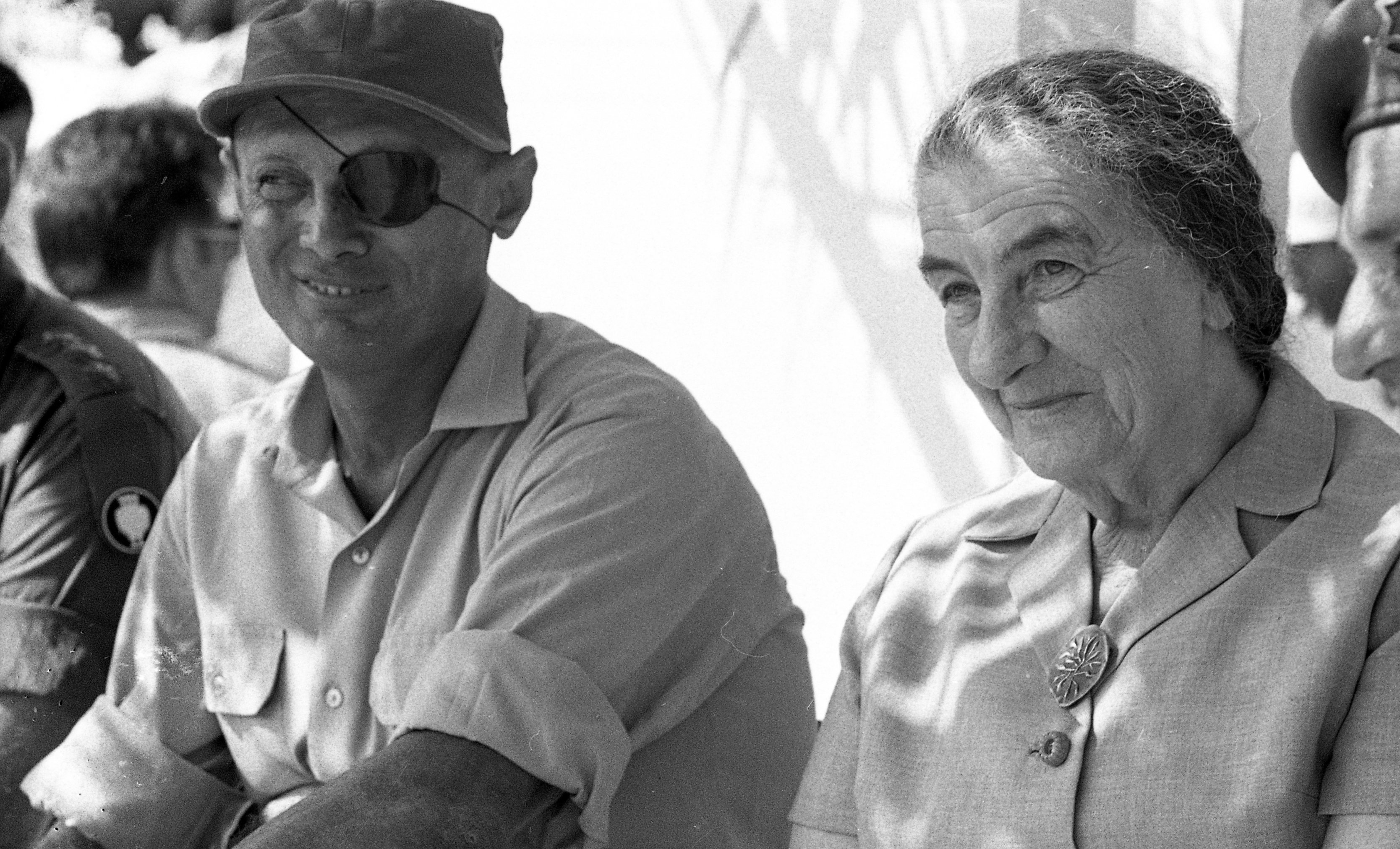
Golda Meir con Moshé Dayán, 1969

En 1969 y principios de 1970, Meir se reunió con muchos líderes mundiales para promover la paz en Oriente Medio, entre los que se encontraban Richard Nixon y el papa Pablo VI. En 1973 Golda recibió la visita en Israel del canciller de Alemania Federal, Willy Brandt.
En agosto de 1970, Meir aceptó una iniciativa de paz presentada por los Estados Unidos, conocida como Plan Rogers, llamó a la finalización de la Guerra de Desgaste y como parte de un acuerdo de paz global para involucrar a ambos lados, tanto árabes como israelíes; comprometiendo a estos últimos a retirarse de las tierras conquistadas a cambio de «fronteras seguras y reconocidas». A pesar de la voluntad inicial de Israel de aceptar la propuesta, Egipto finalmente rechazó el plan. El partido Gahal abandonó la coalición del gobierno de unidad nacional en señal de protesta, pero Meir siguió al frente con el resto de la coalición.
En septiembre de ese mismo año viajó a los Estados Unidos, donde ella fue por primera vez para entrevistarse con el presidente Richard Nixon. Durante su gira por el país norteamericano se detuvo en Filadelfia, donde fue recibida por más de 30 000 judíos estadounidenses. Posteriormente fue invitada a la Casa Blanca, donde recibió los más altos honores, civiles y militares.

### Guerra contra el terror

#### Juegos Olímpicos de Múnich

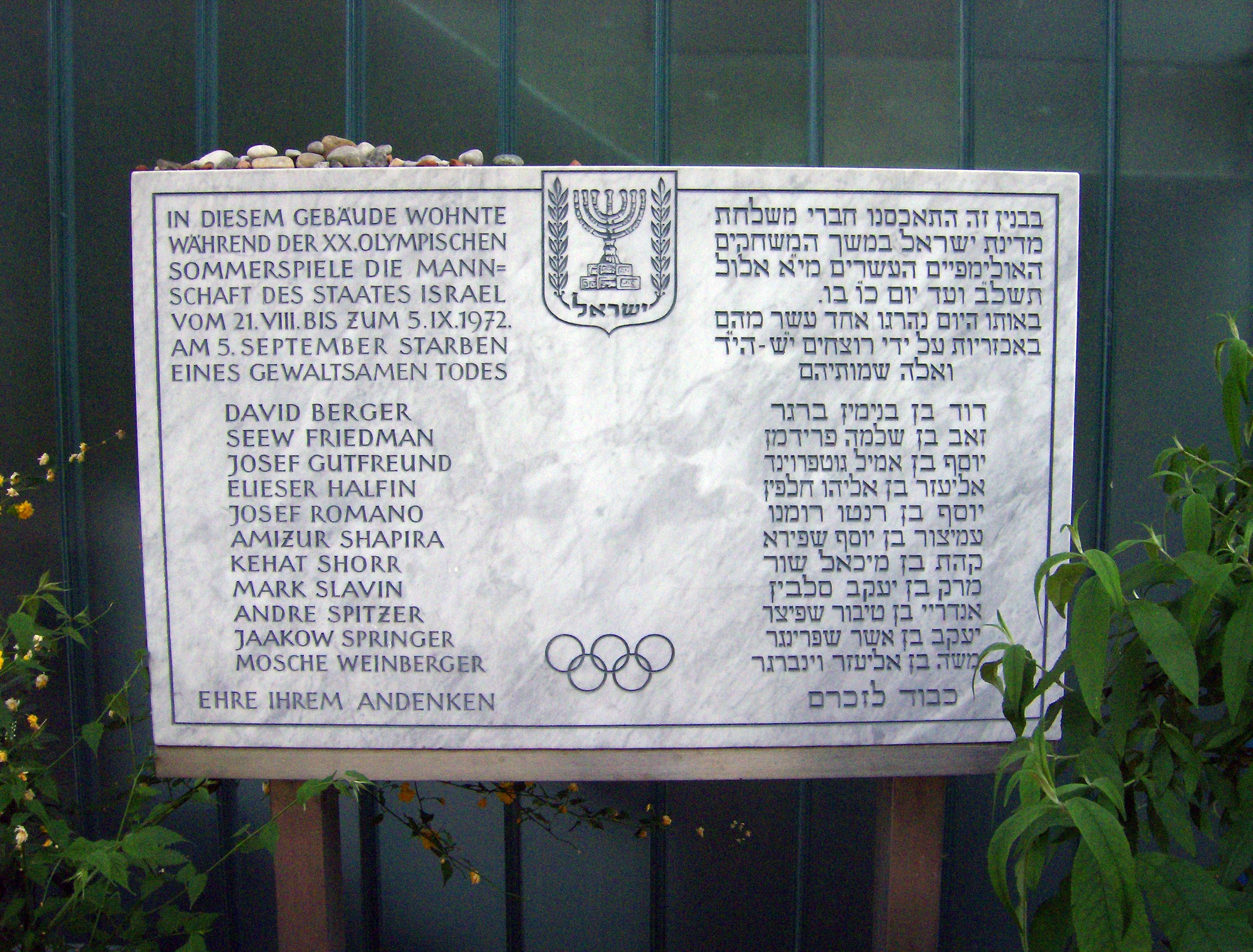
Placa conmemorativa en el edificio de los atletas israelíes. La inscripción en los idiomas alemán y hebreo reza: «El equipo del Estado de Israel permaneció en este edificio durante los 20ª Juegos Olímpicos de Verano del 21 de agosto al 5 de septiembre de 1972. El 5 de septiembre, [lista de las víctimas] fallecieron por muerte violenta. Honor a su memoria».

De su periodo de gobierno se recuerdan los tristemente famosos ataques terroristas palestinos del año 1972: el secuestro del avión Sabena, célebre porque en su liberación participaron dos jóvenes militares, futuros Primeros Ministros de Israel, Ehud Barak y Benjamín Netanyahu; la masacre del Ejército Rojo Japonés en el Aeropuerto Internacional Ben Gurión, con un saldo de 25 víctimas, la Masacre de Ma'alot (en una escuela primaria de esa ciudad del norte israelí, con un saldo de 31 civiles asesinados, dentro de los cuales hubo 22 niños) y, sobre todo, el asesinato de 11 atletas israelíes en los Juegos Olímpicos de Múnich.
En agosto y septiembre de 1972, en Múnich, Alemania Federal se celebraron los Juegos Olímpicos de Verano, donde sucedieron los tristemente recordados eventos conocidos como la Masacre de Múnich, donde ocho miembros de la organización terrorista palestina Septiembre Negro irrumpieron en la villa olímpica, tomando como rehenes a once atletas olímpicos israelíes, asesinando a dos de ellos en el acto. Los terroristas exigían la liberación de 234 árabes detenidos en prisiones israelíes, y la liberación de los fundadores de la organización terrorista alemana Facción del Ejército Rojo, Andreas Baader y Ulrike Meinhof, que se encontraban en cárceles alemanas.
Con el espíritu del principio de no negociar con terroristas, la primera ministra Meir se negó a la solicitud y dijo: «Si negociamos, ningún ciudadano israelí estará seguro en cualquier parte del mundo en toda su vida». El gobierno israelí movilizó a la unidad antiterrorista Sayeret Matkal, pero el gobierno alemán no permitió que ingresara a su territorio. Los negociadores alemanes ofrecieron a los secuestradores una cantidad ilimitada de dinero a cambio de los rehenes y un avión, pero el plan era llevar a cabo operaciones de rescate en el aeropuerto. Los terroristas, junto con los israelíes volaron en helicópteros al aeropuerto. La operación de rescate de los alemanes falló y todos los otros nueve israelíes fueron asesinados por los terroristas palestinos. A raíz de la despiadada y brutal matanza, Meir hizo un llamamiento al mundo para «salvar a nuestros ciudadanos y condenar los atroces actos criminales cometidos».

#### Represalia
Indignada por la aparente falta de acción mundial, Golda Meir ordenó a los servicios de Inteligencia israelíes dar alcance a todos los cabecillas e involucrados de las organizaciones terroristas Septiembre Negro y del Frente Popular para la Liberación de Palestina que participaron en la «Masacre de Múnich», en un operativo que dio en llamarse «Cólera de Dios». Dicha operación culminó con la persecución y eliminación de todos los terroristas palestinos que participaron en el asesinato de los atletas.

#### Toma de rehenes en Austria

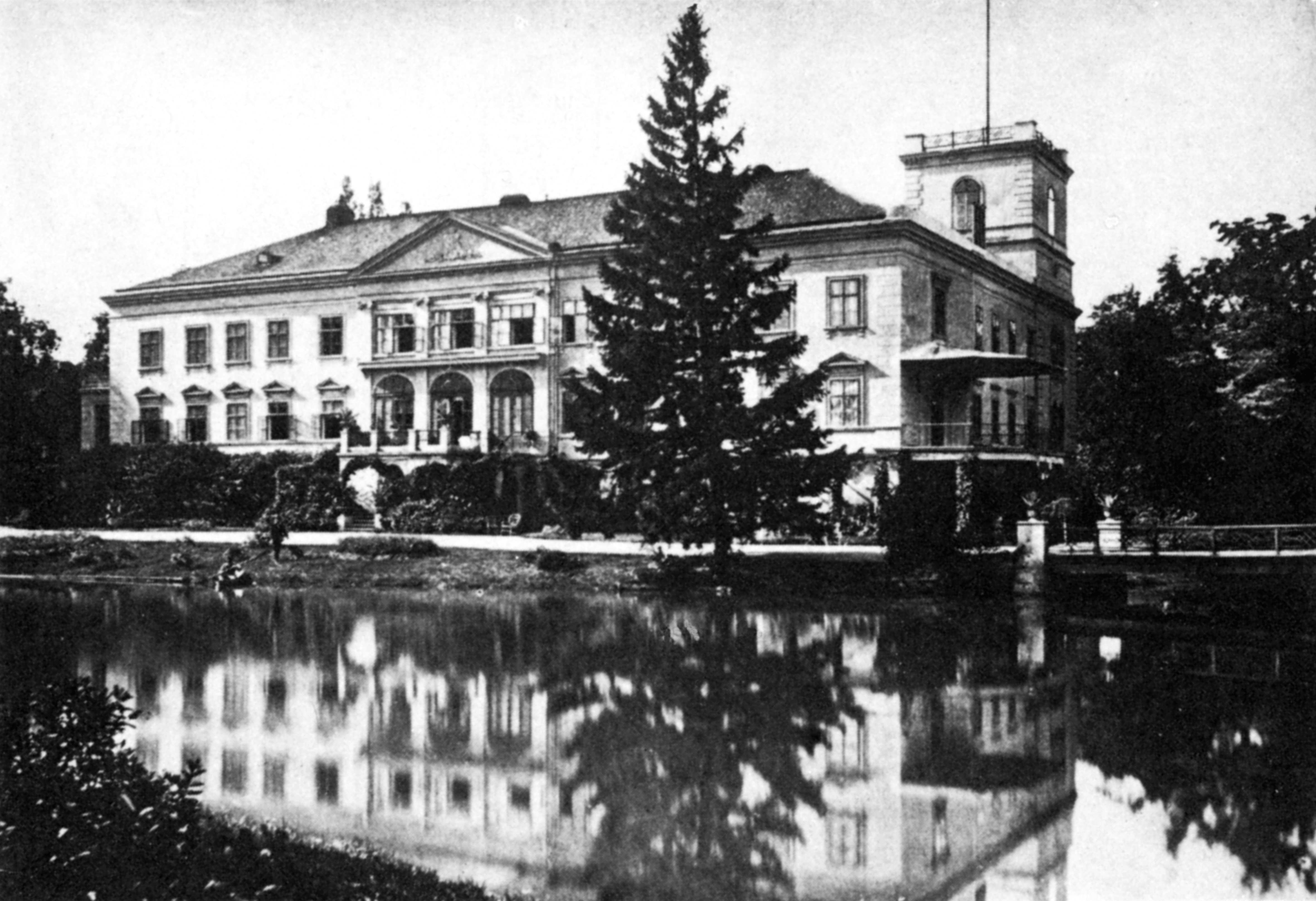
Castillo Schönau. Albergue transitorio para los emigrantes soviéticos rumbo a Israel

La eficiente política exterior efectuada durante el gobierno de Golda Meir, especialmente con la Unión Soviética, permitió que durante la década de 1970 se autorizase la emigración a unos 200 000 judíos soviéticos hacia Israel a través de Austria. Muchos de estos emigrantes pasaban por el Castillo Schönau, en la Baja Austria, que era utilizado por el gobierno austriaco como un campo de tránsito antes de emigrar a occidente.
El 28 de septiembre de 1973, siete de estos emigrantes judíos fueron tomados como rehenes en Austria —entre ellos un hombre de 73 años de edad, una mujer embarazada y un niño de 3 años de edad— en un tren sobre la frontera austro-checoslovaca por un gavilla de terroristas árabes de Siria. La agrupación terrorista exigió el cierre del centro de tránsito de Schoenau, además de exigir un salvoconducto a un país árabe. En caso de no ceder a sus demandas ejecutarían a los rehenes. El canciller austriaco Bruno Kreisky cedió a las demandas y ordenó cerrar las instalaciones de la Agencia Judía.
La primera ministra israelí Golda Meir, desvió su vuelo de regreso desde el Consejo de Europa para tratar de convencer a Kreisky a no ceder a las demandas y «no sucumbir al chantaje terrorista». A pesar de todo, el canciller austriaco se negó a cambiar su posición y Meir regresó a Israel enfurecida. Con el centro cerrado, los terroristas fueron trasladados posteriormente a Libia. Unos meses más tarde, Austria abrió un nuevo campo de transición en la Asociación Nacional de Wöllersdorf de la Cruz Roja de Baja Austria para los refugiados.
El incidente distrajo la atención del gobierno y de parte de la comunidad de inteligencia de Israel, cuando deberían haber estado centrándose en el fortalecimiento de sus fronteras con Egipto y Siria en los días críticos previos al ataque coordinado de los países árabes que daría comienzo a la guerra de Yom Kippur.

### La guerra de Yom Kipur

Reunión en el Despacho Oval: Golda Meir, Richard Nixon y Henry Kissinger, marzo de 1973

En 1973, Israel hubo de hacer frente a una nueva agresión bélica asestada por una coalición de países árabes, conocida como la guerra de Yom Kipur, que tomó al gobierno y al país por total sorpresa. Si bien durante los meses previos a la guerra, fluyó abundante información de inteligencia militar previniendo sobre las posibilidades de un ataque combinado, el ejército hebreo quedó anquilosado en su preconcepto de que una guerra era de «baja probabilidad», ufano todavía de su gran éxito en la Guerra de los Seis Días.
La parsimonia militar, confundió y contagió al ejecutivo presidido por Golda Meir. Ella misma mantuvo una reunión secreta en Jerusalén con el rey Hussein I de Jordania, quien se personó especialmente para prevenir a Israel de la inminente guerra. Pero Golda dudó de sus verdaderas intenciones. Solo unas horas antes del estallido, la primera ministra decidió desoír a sus militares —el ministro de Defensa, Moshé Dayán, y su ministro y excomandante en Jefe Jaim Bar-Lev— y ordenó movilizar a las reservas, en una de las decisiones más dramáticas y cardinales de toda la contienda. Aun así, Golda Meir jamás se perdonó su crucial aporte al fiasco: «Deberé vivir hasta el fin de mis días sabiendo algo tan terrible», escribiría en su autobiografía.
Golda Meir consideraba que Israel no podía depender de los estados europeos del suministro de equipos militares, y que el único país que podría acudir en apoyo del estado judío sería Estados Unidos, teniendo en cuenta que los americanos serían muy cautelosos en intervenir si percibían que fue su gobierno quien inició las hostilidades, por lo que la estadista desistió de realizar un ataque preventivo, priorizando informar a Washington de su decisión. El entonces secretario de Estado, Henry Kissinger, confirmaría en sus memorias que la evaluación de la Dama de Hierro fue la acertada, diciendo que «si Israel hubiera lanzado un ataque preventivo, no habría recibido 'ni un clavo'».
Si bien Israel rechazó la agresión árabe, respondiendo con una contundente y victoriosa ofensiva sobre sus enemigos —llevando a sus tropas a solo cien kilómetros de El Cairo y a cuarenta kilómetros de Damasco, lo que a la postre le permitió mantener todos los territorios conquistados en 1967—, la guerra dejó una profunda e indeleble cicatriz en la sociedad israelí. Golda Meir, aunque desacreditada y vapuleada, consiguió ganar las elecciones generales de 1974, y se benefició de las conclusiones de la Comisión Agranat, que libró a todos los políticos de culpa y cargo, y endilgó todas las responsabilidades por el letargo israelí al Comandante en Jefe, David Elazar.

Decidió sabiamente, con sentido común y con rapidez, a favor de la plena movilización de las reservas, según lo recomendado por el jefe de Estado Mayor, a pesar de las difíciles circunstancias políticas, por lo que ha realizado un importante servicio para la defensa del Estado.
Informe de la Comisión Agranat

Pero la opinión pública estuvo en desacuerdo: el informe de la comisión no hizo sino alimentar una ola de protestas que fueron incrementándose en todo el país, lo que llevó a la primera ministra a presentar su dimisión poco después de su reelección, el 11 de abril de 1974, y fue sustituida por Isaac Rabin al frente del gobierno y del Partido Laborista.

### Renuncia
Hacia mediados de 1973, Golda Meir había llegado a un elevado grado de apoyo y consenso en la opinión pública, tanto israelí como internacional; unos como otros la asociaban con la imagen de la yidishe mame (yidis, 'madre judía'), con sentido común y sobreprotectora con sus descendientes. Fueron célebres las reuniones de sus más íntimos allegados en la cocina de su residencia oficial, la famosa «cocina de Golda», en la que se decidían los destinos del país.
Su partido ganó las elecciones en diciembre de 1973, pero renunció el 11 de abril de 1974, cediendo a lo que sentía era la «voluntad del pueblo». «Cinco años son suficientes... supera mis fuerzas seguir llevando esta carga». Yitzhak Rabin fue su sucesor desde el 3 de junio de ese mismo año. Cuatro días más tarde renunció a su banca de la Knéset y se retiró definitivamente de la vida política.

## La paz con Egipto

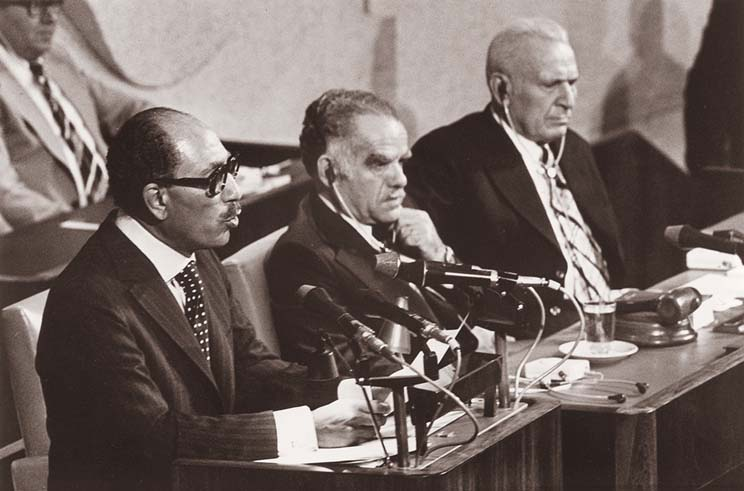
El presidente de Egipto, Anwar el-Sadat, ofreciendo su discurso de paz en la Knéset. Jerusalén, Israel, 20 de noviembre de 1977.

A pesar de que Meir dejó el cargo en 1974, continuó siendo una pieza importante en la vida política de su país. Cuando el 14 de noviembre de 1977, el entonces presidente de Egipto, Anwar el-Sadat, hizo el dramático anuncio de su decisión de ir a la capital de Israel, Jerusalén, la señora Meir —que se encontraba en Nueva York para la inauguración del show de Broadway, Golda, un relato de su vida protagonizada por Anne Bancroft— lo aclamó como un brillante gesto, pero aconsejó esperar y ver, dependiendo de resultados más concretos.
Solo seis días después, Sadat voló desde Egipto a dar un histórico discurso en la Knéset. Al arribar a Israel, el mandatario egipcio parecía más a gusto con ella que con cualquiera de los otros prominentes israelíes con los que se entrevistó. En su encuentro con el líder egipcio, Golda Meir le entregó un regalo para un nieto recién nacido. Más tarde, el visitante confesó que hubiera preferido negociar con Meir declaró que «La anciana, realmente tiene agallas» ya que tenía la voluntad de perseverar en el camino hacia la paz.

## Muerte y memoria

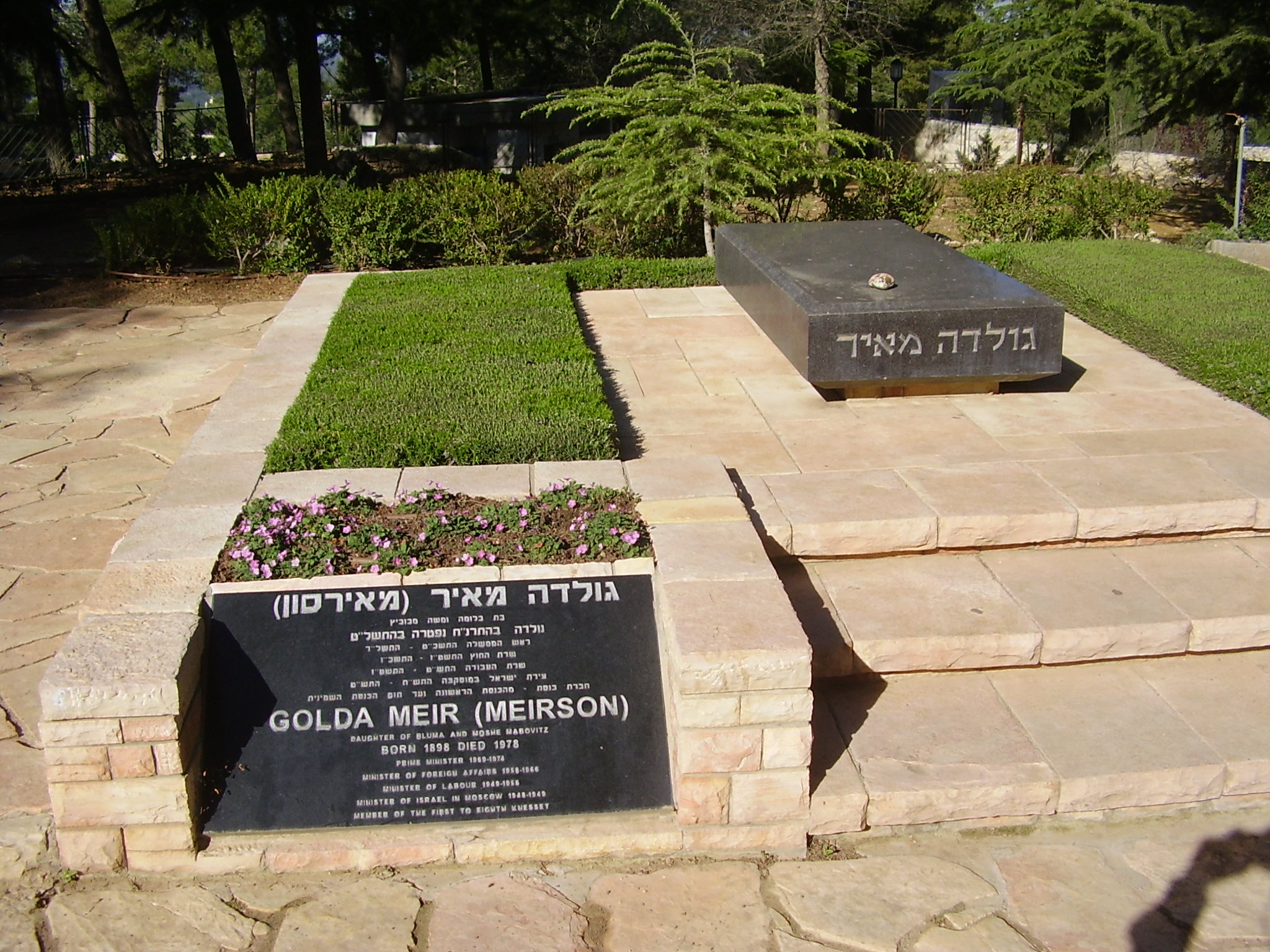
Tumba de Golda Meir en el Monte Herzl.

Llevando consigo los resquemores de Yom Kipur, Golda Meir se retiró al kibutz Revivim, en la casa de su hija Sara, en donde pasó sus últimos años, hasta que el cáncer la doblegó. El 7 de diciembre de 1978 fue ingresada al Hospital Hadasa, en Jerusalén, donde cayó en estado de coma, falleció al día siguiente a las 16:30 horas como consecuencia de su enfermedad (linfoma) a la edad de 80 años. Cuatro días después fue sepultada en el panteón de los «Grandes de la Patria», en el Monte Herzl de Jerusalén.
Lugares e instituciones de Israel y Estados Unidos fueron nombrados en su honor. En Israel, el Bulevar Golda Meir en Jerusalén y el Centro de Artes Escénicas Golda Meir en Tel Aviv. En los Estados Unidos la escuela y biblioteca Golda Meir School en Milwaukee, Golda Meir Square, en Nueva York, Centro de liderazgo político Golda Meir en el Metropolitan State College de Denver y Golda Meir House en Denver.
Golda Meir no fue profeta en su tierra. El mundo judío y la comunidad internacional la recuerdan como una dirigente carismática y singular; una matrona judía visceral, capaz de sintetizar la más compleja de las situaciones en una frase sencilla y proverbial, con acento a yidis. En Israel, en cambio, muchos la recuerdan —especialmente la izquierda— como una mujer terca y obstinada, cuya incapacidad de ver la realidad y su actitud intransigente para con los árabes, devino indefectiblemente en la traumática guerra de Yom Kipur.
Su gran valor residió en guiar internamente al país por el sendero del sacrificio. Se podría definir hoy a Golda como modelo, símbolo y revolución del poder femenil en el siglo XX. Lideró con lealtad a los más profundos valores del sionismo y de la democracia social, y en su determinación de defender los intereses de Israel y el pueblo judío en todos los campos internacionales.
Una cita del coraje de Golda es de Ben Gurión: «Hay un solo hombre en mi Gobierno y es Golda».
- 1974 Fue galardonada con el honor de la Madre de la Humanidad por la organización Madre de América.[50]
- 1974 Galardonada con el Premio James Madison por los distinguidos servicios públicos otorgado por la Universidad de Princeton.[51]
- 1975 Galardonada con el Premio Israel por su destacada contribución a la sociedad y al Estado de Israel.[43][52]

## Cine, teatro y televisión
La historia de Golda Meir fue llevada tanto al teatro como a la gran pantalla.
- En 1977, Anne Bancroft caracterizó a Golda Meir en Broadway, en la obra Golda, de William Gibson.
- La actriz australiana Judy Davis protagonizó una joven Golda en la miniserie realizada para televisión Una mujer llamada Golda (1982); en la misma película, Golda, ya mayor, fue interpretada por Ingrid Bergman.[53]
- En el 2003, la actriz Tovah Feldshuh la representó en la segunda obra de William Gibson en Broadway, El balcón de Golda.[54]
- En el 2006, esta obra se adaptó para una película del mismo título, y fue protagonizada por Valerie Harper.[55]
- En 1986, Michael Anderson dirigió una película para el canal HBO titulada La espada de Gedeón, donde la actriz Colleen Dewhurst la interpretó.[56]
- En el 2005, la actriz Lynn Cohen la caracterizó en la película de Steven Spielberg, Múnich.
- La actriz Tovah Feldshuh hizo lo propio en la película francesa del 2006, O Jerusalén.[57]
- En la película The Last Report on Anna, del 2009, dirigida por Márta Mészáros, fue interpretada por la actriz polaca Beata Fudalej.[58]
- En el 2023, se estrenó la película Golda, dirigida por Guy Nattiv, donde la primera ministra es interpretada por la actriz británica Helen Mirren.[59]

### Obras de Golda Meir
- Meir, Golda (ed. Henry Cristman), This Is Our Strength: Selected Papers of Golda Meir, New York: Macmillan, 1962. ASIN B0007DN4U8
- Meir, Golda, La casa de mi padre (hebreo), Ediciones Hakibutz Hameujad, 1972.
- Meir, Golda (ed. Marie Syrkin), A Land of Our Own: An Oral Autobiography of Golda Meir, New York: G.P. Putnam’s Sons, 1973. ISBN 0-399-11069-0
- Meir, Golda, My Life/Mi vida, New York: G.P. Putnam’s Sons, 1974 (inglés); Plaza & Janés Editores, 1986 (castellano). ISBN 0-399-11669-9 (inglés), ISBN 84-01-35150-2 (castellano).
- Meir, Golda, extractos de 24 de sus discursos, con comentarios adicionales, en la compilación en formato CD Golda Meir: Israel’s Woman of Valor, Educational News Service, 1979.

### Otros autores
- Adler, David, Our Golda: The Story of Golda Meir. New York: Puffin/Penguin, 1984. ISBN 0-14-032104-7 (en inglés)
- Agres, Eliyahu (trad. hebreo Israel Taslit), Golda Meir: Portrait of a Prime Minister. New York: Sabra Books, 1969. ISBN 0-87631-020-X (en inglés)
- Amdur, Richard, Golda Meir: A Leader in War and Peace. New York: Fawcett, 1990. ISBN 0-449-90403-2 (en inglés)
- Claybourne, Anna, Golda Meir (Leading Lives). Chicago: Heinemann Library, 2003. ISBN 0-431-13880-X (en inglés)
- Davidson, Margaret, The Golda Meir Story. New York: Charles Scribner’s Sons, edición revisada, 1981. ISBN 0-684-14610-X (en inglés)
- Dobrin, Arnold, A Life for Israel: The Story of Golda Meir. New York: Dial, 1975. ISBN 0-8037-4816-7 (en inglés)
- Eban, Abba, The Political Legacy of Golda Meir. Milwaukee: Golda Meir Library, University of Wisconsin, Milwaukee, 1995.ISBN 1-879281-15-5 (en inglés)
- Gibson, William, Golda: A Play in Two Acts. New York: Samuel French, 1977. ISBN 1-55783-616-7 (en inglés)
- Hitzeroth, Deborah, Golda Meir (Importance of) — Series. San Diego: Lucent Books, 1997. ISBN 1-56006-090-5 (en inglés)
- Keller, Mollie, Golda Meir (An Impact Biography). New York: Franklin Watts, 1983. ISBN 0-531-04591-9 (en inglés)
- Lewkowicz, Lidia, Juana Manso & Golda Meir: Dos mujeres del siglo XIX, Ediciones Al Margen, 1999. ISBN 987-9248-14-7
- Mann, Peggy, Golda: The Life of Israel’s Prime Minister. New York: Coward, McCann and Geoghegan, 1971. ISBN 0-698-20052-7 (en inglés)
- Marsh, Carol, Golda Meir. Peachtree City, GA: Gallopade International, 2002. ISBN 0-635-00399-6 (en inglés)
- Martin, Ralph, Golda Meir: The Romantic Years. New York: Charles Scribner’s Sons, 1988. ISBN 0-86188-864-2 (en inglés)
- McAuley, Karen, Golda Meir (World Leaders Past and Present). New York: Chelsea House, 1985. ISBN 0-87754-568-5 (en inglés)
- Meir, Menahem, My Mother Golda Meir: A Son’s Evocation of Life with Golda Meir. New York: Arbor House, 1983. ISBN 0-87795-415-1 (en inglés)
- Morris, Terry, Shalom, Golda. New York: Hawthorn Books, 1971. ASIN B0006C0MX2 (en inglés)
- Noble, Iris, Israel’s Golda Meir: Pioneer to Prime Minister. New York: Julian Messner, edición revisada, 1974. ISBN 0-671-32516-7 (en inglés)
- Olivares, Ángela, Golda Meir, Mujeres en la historia (Serie). Edimat Libros, 2006. ISBN 84-9764-758-0
- Pogrebin, Letty Cottin, Deborah, Golda, and Me: Being Female and Jewish in America. New York: Crown, 1991. ISBN 0-385-42512-0 (en inglés)
- Shenker, Israel y Shenker, Mary (editores), As Good as Golda: The Warmth and Wisdom of Israel’s Prime Minister. New York: McCall, 1970. (Colección de frases de Golda Meir) ISBN 0-8415-0029-0 (en inglés)
- Slater, Robert, Golda: The Uncrowned Queen of Israel. Middle Village, NY: Jonathan David, 1981. ISBN 0-8246-0244-7 (en inglés)
- Syrkin, Marie, Way of Valor: A Biography of Golda Meyerson. New York: Sharon Books, 1955. ASIN B0007DJWJ0 (en inglés)
- Syrkin, Marie, Golda Meir: Woman with a Cause. New York: G.P. Putnam’s Sons, 1963. ASIN B0007E0B7Q (en inglés)
- Syrkin, Marie, Golda Meir: Israel's leader. New York: G.P. Putnam’s Sons, 1969 (edición revisada) ASIN B0006CPEIU (en inglés)